# Montegnée
Montegnée (Waals: Montgneye-dilé-Lidje) is een plaats in de Belgische provincie Luik en een deelgemeente van Saint-Nicolas.

## Geschiedenis
Tot de 13e eeuw heette het plaatsje Montenaken.
Reeds tegen het einde van de 13e eeuw was er sprake van steenkoolwinning. In de vroege 19e eeuw resulteerde dit in de oprichting van het mijnbedrijf Société anonyme des Charbonnages de l'Espérance et Bonne-Fortune, dat pas in 1974 voorgoed sloot. Ten noorden van Motegnée is nog een terril van deze mijn aanwezig. Vanaf de 18e eeuw waren er ook steengroeven
De heerlijkheid behoorde tot het Sint-Lambertuskapittel van Luik. Reeds in 1305 was er sprake van een kapel die ondergeschikt was aan de parochie van Grâce. In 1803 werd Montegnée een zelfstandige parochie.
Op het eind van het ancien régime werd Montegnée een deel van de gemeente Grâce-Montegnée. In 1846 werd de gemeente Grâce-Montegnée opgesplitst en werd Montegnée een zelfstandige gemeente.
In 1909 werd de Clinique de l'Espérance gesticht, oorspronkelijk voor de mijnwerkers bedoeld, tegenwoordig een modern ziekenhuis.
Bij de gemeentelijke fusies van 1977 werd Montegnée een deelgemeente van Saint-Nicolas. Toenmalig burgemeester van Montegnée Freddy Donnay werd daarop burgemeester van het nieuwe Saint-Nicolas.

## Demografische ontwikkeling
- Bronnen:NIS, Opm:1831 tot en met 1970=volkstellingen, 1976= inwoneraantal op 31 december

## Bezienswaardigheden
- Heilige-Familiekerk
- Sint-Jozefkerk te Lamay
- Sint-Lambertuskerk, aan Place Cri du Perron.
- Maison Planchar, aan Chaussée Churchill, herenhuis van 1698.
- Voormalig gemeentehuis, aan Rue des Botresses 2, van 1880.
- Het Maison du Peuple, een cinema in art-decostijl, die in 1984 werd beschermd

## Fotogalerij

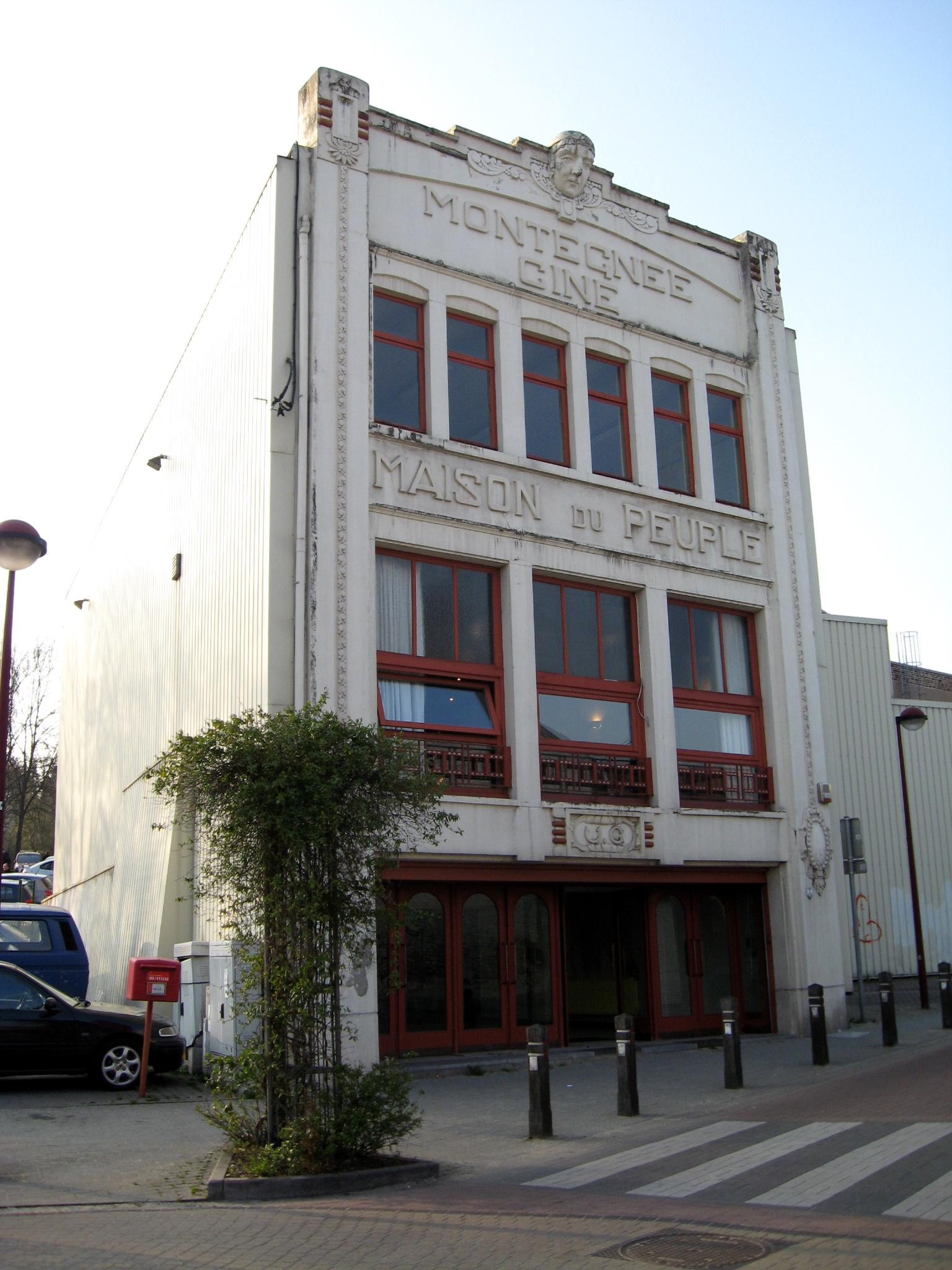
Maison du Peuple
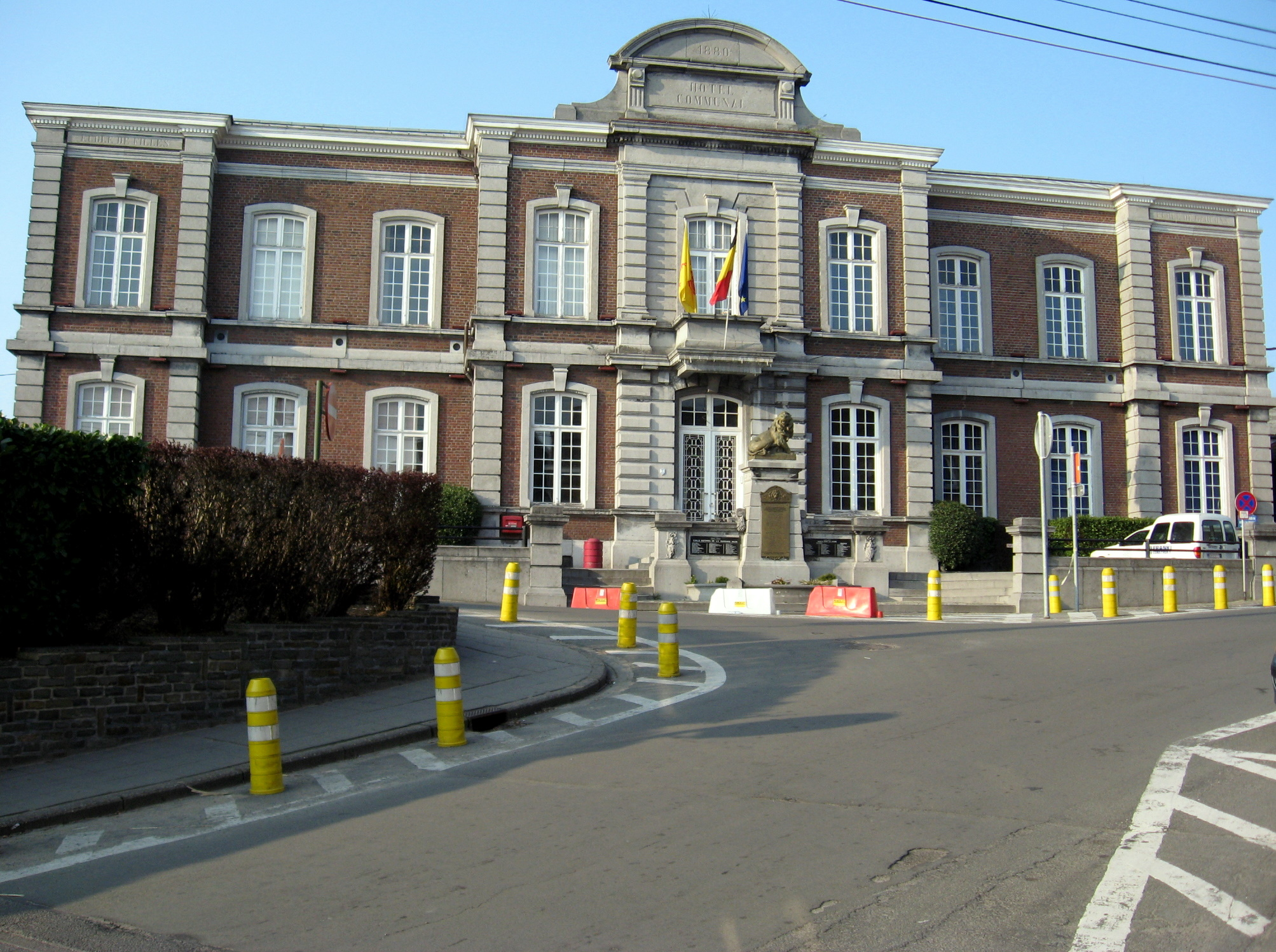
Voormalig gemeentehuis
Maison Planchar

## Natuur en landschap
Montegnée maakt deel uit van de Luikse agglomeratie en is sterk verstedelijkt. Enkele terrils in de directe omgeving zijn getuigen van het mijnverleden van het plaatsje.

## Sport
Voetbalclub RRFC Montegnée was een van de oude voetbalclubs bij de KBVB en speelde in haar bestaan verschillende seizoenen in de nationale reeksen. In het interbellum speelde club in de hoogste nationale reeksen, waaronder één seizoen in de allerhoogste afdeling. In 2014 ging de club failliet en werd stamnummer 77 geschrapt.

## Nabijgelegen kernen
Grâce-Berleur, Hollogne-aux-Pierres, Loncin, Ans, Saint-Nicolas

## Geboren
- Georges Theunis (1873-1966), politicus
- Alice Adère (1902–1977), politica
- François Daenen (1919-2001), voetballer
- Edouard Szostak (1939-2021), B atleet
- Sandra Kim (1972), zangeres